# Mongoloraphidia (Usbekoraphidia) sejde
Mongoloraphidia (Usbekoraphidia) sejde is een kameelhalsvliegensoort uit de familie van de Raphidiidae. De soort komt voor in Kirgizië.
Mongoloraphidia (Usbekoraphidia) sejde werd voor het eerst wetenschappelijk beschreven door H. Aspöck et al. in 1995.